# Liste de lieux et monuments de Brazzaville
Cet article liste des lieux et monuments de Brazzaville en république du Congo.

## Architecture

### Édifices religieux
- Basilique Sainte-Anne-du-Congo de Brazzaville
- Cathédrale du Sacré-Cœur de Brazzaville
- Église Notre-Dame-du-Rosaire de Brazzaville
- Église Saint-François-d'Assise de Brazzaville
- Église Saint-Pierre-Claver de Brazzaville
- Palais épiscopal de Brazzaville
- Couvent Javouhey
- Église Cité de la joie
- Paroisse du plateau
- Église protestante de Bacongo
- Paroisse de Mfilou

### Hôpitaux
- Centre hospitalier universitaire de Brazzaville
- Hôpital Mère-Enfant Blanche Gomez
- Hôpital de Talangaï
- Hôpital de Bacongo
- Hôpital de  Makelekele
- Clinique Cogemo
- Clinique Les rosiers
- Clinique médicale de Brazzaville (CMB)
- Clinique Orégon
- Clinique Sécurex (SAMU)

### Commerce
- Marché du Plateau des 15 ans
- Marché de Ouenzé
- Marché de Dragage
- Marché Total de Brazzaville
- Leila Mall
- Lilla Mall
- Brazzaville Mall

### Sport
- Complexe sportif de la Concorde de Kintélé
  - Stade olympique de Brazzaville
  - Complexe nautique de Kintélé
- Stade Marchand
- Stade Félix-Éboué

### Bâtiments institutionnels
- Palais de Justice de Brazzaville
- Palais des sports de Kintélé
- Palais du Peuple (Brazzaville)
- Hôtel de ville de Brazzaville
- Cité Gouvernementale

### Autres
- Tour Nabemba
- Case de Gaulle
- Immeuble rouge
- Case Tréchot
- Poste Centrale
- Case des Messageries Fluviales
- Monument Schoelcher

## Transport

### Ports et aéroports
- Aéroport international Maya-Maya
- Port des Pêcheurs de Yoro
- Beach Ngobila

### Gares
- Gare de Brazzaville
- Gare routière

### Routes et rues
- Avenue de la paix
- Avenue Amilcar Cabral
- Avenue de France
- Boulevard Denis Sassou-Nguesso
- Rue de Franceville
- Avenue des Trois Martyrs
- Avenue du Maréchal Galliéni
- Avenue de la Tsiémé
- Rue Mbochi
- Rue de la Palmeraie
- RN1
- RN2

### Autres
- Pont entre Kinshasa et Brazzaville
- Viaduc Talangaï-Kintélé
- Pont Du 15 Août 1960
- Pont du Djoué

## Lieux

### Places et Parcs
- Cimetière des Hollandais
- Place du Sacrifice Suprême
- Zoolandia
- Parc Marien Ngouabi

### Autres lieux
- Chutes Livingstone
- Fleuve Congo
- Pool Malebo
- Rapides de Kintamo
- Chutes de Loufoulakari

## Culture

### Éducation
- Lycée français Saint-Exupéry (en)
- AISB
- Lycée Lumumba
- Complexe Scolaire Anne-Marie Javouhey
- Université Marien-Ngouabi
- ESGAE
- Institut Management de Brazzaville
- Université libre du Congo
- Université Denis Sassou Nguesso
- Institut Management de Brazzaville
- École des peintres de Poto-Poto

### Musées
- Mémorial Pierre Savorgnan de Brazza
- Musée Marien Ngouabi
- Manufacture d'Arts et d'Artisanat Congolais

### Autres
- Bibliothèque Universitaire
- Bibliothèque du Bureau régional de l'OMS pour l'Afrique
- Médiathèque de l'Institut Français du Congo
- Fresque de l'Afrique

## Carte de lieux et monuments
| Carte de lieux et monuments de Brazzaville             |
| Carte interactive de lieux et monuments de Brazzaville |